# アナ・カラン
アナ・カラン（葡: Ana Caram、1958年10月1日 - ）は、ブラジルの歌手、ギター奏者、フルート奏者。ボサノヴァ音楽のミュージシャンとして知られる。
彼女はサンパウロの音楽一家に生まれた。ボサノヴァ音楽の創始者であるアントニオ・カルロス・ジョビンの後見を受けながらも、ブラジルのボサノヴァとアメリカのジャズとを融合した音楽を編み出した。彼女の声は同じブラジルのボサノバ歌手であるアストラッド・ジルベルトとよく比較される。

## ディスコグラフィ

### アルバム
- Ana Caram (1987年、Fama)
- 『リオ・アフター・ダーク』 - Rio After Dark (1989年、Chesky)
- 『アヴィオン〜ぼくの飛行機』 - Amazonia (1990年、Chesky)
- JVC Jazz Festival Live: A Night of Chesky Jazz, Town Hall, New York (1992年、Chesky) ※with パキート・デリヴェラ、トム・ハレル、フレッド・ハーシュ、フィル・ウッズ
- 『もうひとつのジョビン』 - The Other Side of Jobim (1992年、Chesky)
- 『マラカナン』 - Maracana (1993年、Chesky)
- Bossa Nova (1995年、Chesky)
- 『おいしい水』 - Sunflower Time (1996年、Mercury)
- 『ベスト・オブ・アナ・カラン』 - Postcards From Rio (1998年、Chesky) ※コンピレーション
- 『ブルー・ボッサ』 - Blue Bossa (2001年、Chesky)
- Solidão (2002年、Chesky) ※コンピレーション
- 『ハリウッド・リオ』 - Hollywood Rio (2004年、Chesky)
- Pensava em Você (2018年)
- Pura Luz (2018年)